# District de Shangombo
Le district de Shangombo est un district de Zambie, situé dans la Province Occidentale. Sa capitale se situe à Shangombo. Selon le recensement zambien de 2000, le district a une population de 70 049 personnes.